# M1929 Telo mimetico

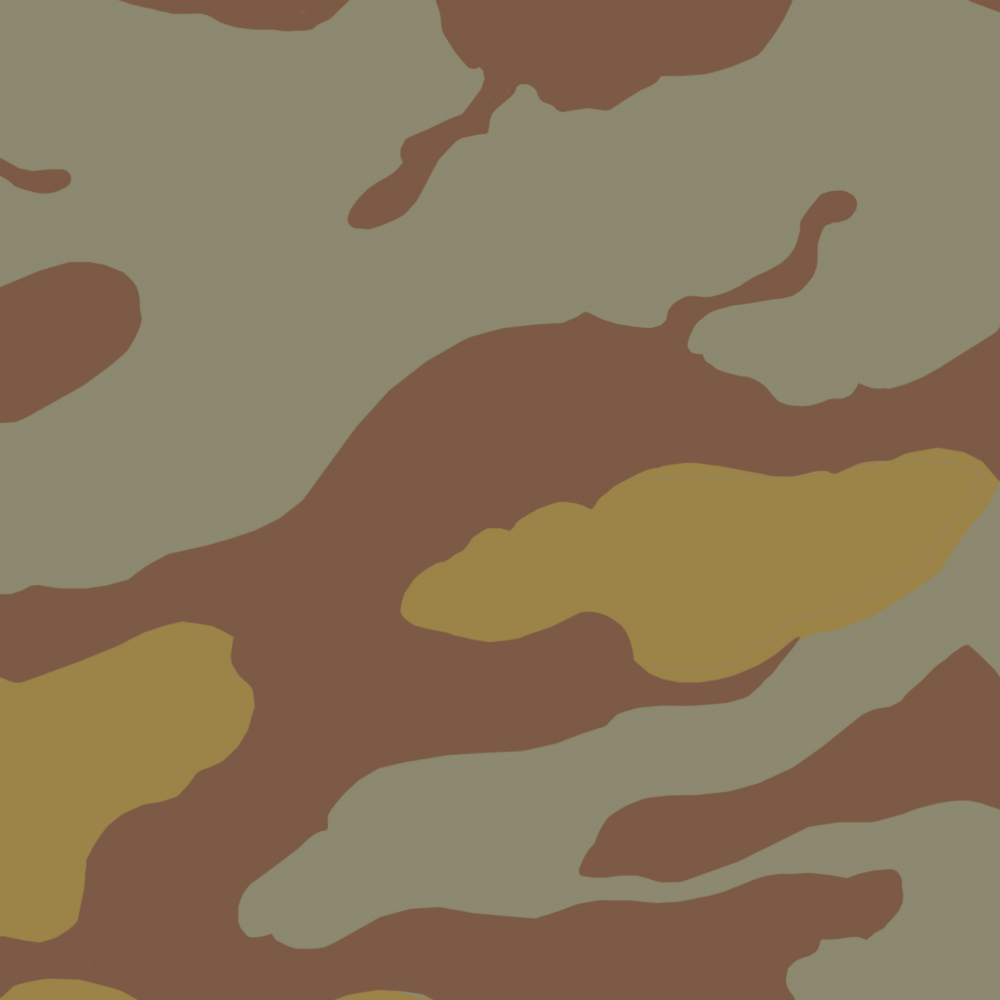
Камуфляж telo mimetico военного времени, с чёткой печатью и ранними приглушёнными цветами, 1940 г.

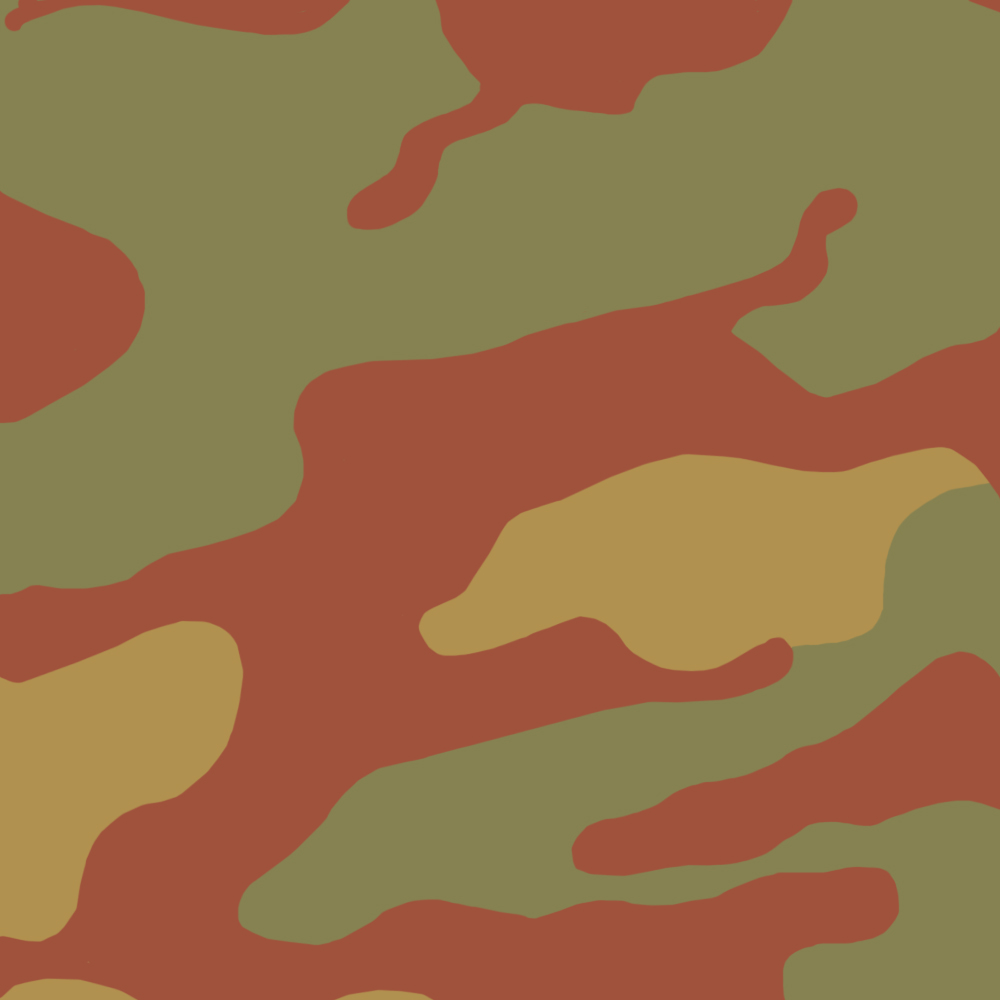
Поздний вариант telo mimetico 1960-х

M1929 Telo mimetico (в переводе с итал. камуфляжная ткань) — военный камуфляжный рисунок, использовавшийся итальянской армией для палаток-тентов (telo tenda), а затем для униформы на протяжении большей части 20-го века. Будучи впервые выпущенным в 1929 году и полностью изъятый из вооружённых сил в начале 1990-х годов, он отличался тем, что являлся первой массовой моделью камуфляжа для общего пользования, а модель камуфляжа — самой продолжительно использовавшейся в мире. 

## Эволюция камуфляжа

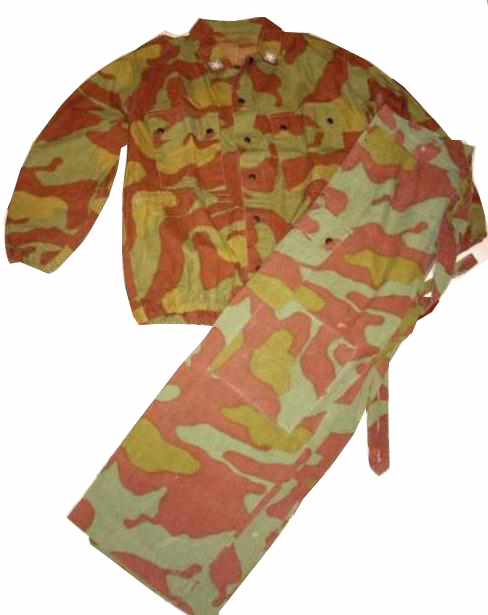
Послевоенная итальянская форма в цветах telo mimetico, 1958

Первоначально только напечатанный на палатках-тентах рисунок не предназначался для ношения солдатами, хотя палатки-тенты можно было использовать в качестве плащей-накидок. С 1937 года печатная ткань была также использована для маскхалатов итальянских парашютистов. В какой-то момент перед началом Второй мировой войны рисунок был изменен, возможно, для печати меньшими рулонами. Он был уменьшен и сжат слегка по длине, но в остальном сохранил формы и цвета изначальной верcии. Со временем рисунок изменился, цвета стали ярче, в то время как печать стала менее четкой.

## Применение
В 1941 году telo mimetico был взят на вооружение немцами и передан подразделениям Waffen-SS, действовавшим в Италии и Нормандии весной и летом 1944 года. Чаще всего публикуемые фотографии показывают военнослужащих 1-й и 12-й танковых дивизий СС в стандартной униформе Waffen-SS с примесью итальянского обмундирования. После выхода Италии из войны запасы итальянского обмундирования были захвачены и использованы на других фронтах. Некоторые из них, вероятно, оказались в руках чехословацких и советских подразделений. Вполне возможно, что вся производственная техника была перемещена немцами в Чехословакию, чем заложили основу для послевоенного производства в стране.
Производство и использование камуфляжа продолжилось после войны до 1990-х, когда telo mimetico был заменен рисунком, основанным на US Woodland.

## В искусстве
Данный камуфляжный рисунок также имеет честь считаться произведением искусства сам по себе. В 1966 году итальянский художник Алигьеро Боэтти растянул фрагмент ткани на раме под названием «Миметико» (камуфляж) в рамках выставки движения «Арте повера». Это был вызов абстрактной тахистской традиции окраски больших плоских участков цвета.